# HRT 3
HRT 3 (HTV 3, „Treći program“) je chorvatský bezplatný televizní kanál společnosti Hrvatska Radiotelevizija, který byl spuštěn 13. září 2012.

## Historie
Původní historie kanálu HRT 3 se datuje k roku 1989 s původním názvem Z3 a později HTV Z3. Oficiální vysílání započalo 1. března 1991, avšak dne 16. září 1991 došlo k výpadku, neboť byl při náletu poškozen hlavní vysílač, televizní věž Sljeme. Dne 7. listopadu 1994 se kanál vrátil do vysílání, tentokrát jako HRT 3. K opětovnému vypnutí došlo 28. března 2004, tentokrát však proto, že frekvence byla odnárodněna a nabídnuta k pronájmu ve veřejném výběrovém řízení (od té doby ji využívá RTL Televizija).
Kanál byl později podruhé obnoven dne 13. září 2012, ale s novým důrazem na vzdělávací a dokumentární materiály, stejně jako na vysílání klasických filmů a seriálů s občasným uvedením uměleckých a nezávislých filmů. Program se vysílá v MUX B na chorvatském území, prostřednictvím satelitu Eutelsat 16A na frekvenci 10,721 GHz H 27,500th.

## Pořady

### Seriály
- Sherlock
- Kojak
- Vraždy v Midsomeru
- Gunsmoke
- Little House on the Prairie
- Simpsonovi

### Dokumenty
- Not loads beast
- Gorski Kotar-four seasons
- In your eyes

### Sport
- Evropská liga UEFA
- Evropská konferenční liga UEFA

### Vlastní pořady
- Croatian academics
- The woman dragon
- Portreti
- Trikultura
- Special Music
- Time for Jazz
- Kulturna baština
- U dobrom društvu
- Summer archive
- File contents
- Third round
- Interview of the Week
- Third history
- Stand up 3
- Book or life
- Good morning, cultures